# Tipos de arquivo do Unix
Para arquivos normais no sistema de arquivo, o Unix não impõe ou fornece qualquer estrutura de arquivo interna. Isto implica que para o ponto de vista do sistema operacional, há apenas um tipo de arquivo.
A estrutura e interpretação disso é inteiramente dependente de como o arquivo é interpretado pelo software.
O Unix, entretanto, possui alguns arquivos especiais. Estes arquivos especiais podem ser identificados pelo comando ls -l que mostra o tipo do arquivo na primeira letra alfabética do campo de permissões do sistema de arquivos. Um arquivo normal (regular) é indicado por um hífen '-'.

## Arquivo regular
Arquivos também são chamados de "arquivos regulares" para distingui-los de "arquivos especiais". Eles são mostrados em ls -l com um hífen-menos - no campo de modo:
```
$ ls -l /etc/passwd

-
rw-r--r-- ... /etc/passwd
```